# Wilhelm Heinz

Wilhelm Heinz

Wilhelm Heinz (* 18. Oktober 1894 in Odrau; † zum 31. Dezember 1945 für tot erklärt) war ein deutscher Politiker (NSDAP).

## Leben und Tätigkeit
Heinz war ein Sohn des Bäckers Alois Heinz und seiner Ehefrau Amalia, geb. Köhler. Nach dem Besuch der Volks- und Bürgerschule in Odrau studierte Heinz Maschinenbau und Elektrotechnik an der ehemaligen k.u.k. Maschinenbauschule in Pola. 
1912 trat Heinz als Elektrogast in die k.u.k. Kriegsmarine ein. Von 1914 bis 1918 nahm er am Ersten Weltkrieg teil. Während des Krieges war er auf den Schiffen S.M.S. »Erzherzog Karl«, »Viribus unitis«, »Monarch«, S.M. Unterseeboot 17. Nach Kriegsende war er als Elektrorevisor bei der Witkowitzer Bergbau- und Eisenhüttengewerkschaft in Witkowitz tätig. Am 18. April 1921 heiratete er Wilhelmine Hurdes (* 26. Juni 1895 in Odrau).
In den 1920er Jahren trat er in die DNSAP ein. In der Tschechoslowakei war Heinz wegen seiner nationalsozialistischen Betätigung mehrmals inhaftiert. 1933 bis Ende 1934 war er unter Polizeiaufsicht gestellt. Im August 1937 wurde er unter Beschuldigung von Landesverrat und Spionage zugunsten Deutschlands verhaftet, am 24. Dezember 1937 jedoch aus der Haft entlassen und bis zur Amnestie im Mai 1938 neuerlich unter Polizeiaufsicht gestellt. Im September 1938 wurde Heinz wieder in Haft genommen und bis zur deutschen Annexion der Sudetengebiete im Lager Proßnitz interniert. Er kam am 7. Oktober wieder in Freiheit. Zum 1. November 1938 trat er der NSDAP bei (Mitgliedsnummer 6.551.665).
Nach der deutschen Annexion der Sudetengebiete im Herbst 1938 durch das nationalsozialistische Deutsche Reich wurde er 1939 schließlich Kreisleiter und Hauptabschnittsleiter in Mährisch-Ostrau.
Heinz wurde am 4. Januar 1943 im Nachrückverfahren für den verstorbenen Josef Barwig Abgeordneter des deutschen Reichstages, in dem er bis zum Ende des Dritten Reiches (1945) das Sudetenland vertrat.
Nach Ende des Zweiten Weltkrieges floh Heinz aus Mährisch-Ostrau. 1947 wurde gegen ihm von tschechoslowakischen Behörden Haftbefehl entlassen, demzufolge er zu diesem Zeitpunkt in Österreich lebte. Eine Auslieferung nach Tschechoslowakei erfolgte nicht, trotzdem wurde Heinz dort in Abwesenheit wegen nationalsozialistischer Betätigung zu 20 Jahren Haft verurteilt.
Er starb wahrscheinlich in der Schlussphase des Krieges oder kurz danach. Er wurde amtlich zum 31. Dezember 1945 für tot erklärt, was in der Regel bedeutet, dass angenommen wird, dass er im Laufe des Jahres 1945 verstorben ist.

## Ehe und Familie
Heinz war verheiratet mit Wilhelmine, geb. Hurdes (24. April 1963 in München).